# Котягин, Александр Федорович
Александр Федорович Котягин  (30 декабря 1882 года, поселок Мстёра, Владимирая область — 17 июля 1943 года) — русский советский художник лаковой миниатюры, график, иконописец, реставратор. Один из основоположников Мстерской лаковой миниатюры. Член Союза художников СССР (1940).

## Биография
Александр Федорович Котягин родился 30 декабря 1882 года в поселке Мстёра Владимирской области. С 1893 по 1897 год учился в Мстерской иконописной школе. Работал в иконописных мастерских поселка Мстеры (1897—1903) и Москвы (1903—1915), расписывал храмы, занимался написанием и реставрацией икон.
В годы Советской власти занялся миниатюрой. Это направление в живописи в дальнейшем определило направление работы современной Мстеры. Принимал участие в создании «Артели древнерусской живописи» (1923) и артели «Пролетарское искусство» (1931). В 1940 году принят в Союз художников СССР.
С 1932 году работал преподавателем миниатюрной живописи в Мстерской художественной профтехшколе, у него учились многие современные мстерские художники. Скончался 17 июля 1943 года.

## Выставки
Работы Котягина и других мастеров народного промысла экспонировались на нескольких международных выставках.
В 1937 году на Всемирной выставке в Париже Котягину присуждены диплом «Grand Prix» и золотая медаль.

## Творчество
Александр Федорович Котягин одним из первых мастеров миниатюрной живописи стал изображать современную художнику действительность. Известны его миниатюры: «Хлебозаготовки» (1933), «Крестьяне на реке» (1934), «Дорожное благоустройство» (1934), «Героика Советского Союза» (1935), «Зажиточная жизнь колхозников» (1936) и другие. В своих миниматюрах «Тройка», 1932; «Погоня», 1932 и др. художник решал проблемы изображения движения.
Часть работ художника выполнена на сюжеты народных сказок, исторических событий, произведений поэтов и писателей: «Притча о двух друзьях», 1933; «Притча о двух мужиках», 1933; «У лукоморья», 1936; «Выступление Игоря в поход против половцев», 1940; «Взятие Измаила», 1942 и др.
А. Ф. Котягин также выполнял композиций на шкатулках и других формах из папье-маше. В годы Советской власти выполнял работы, посвященные современной ему советской действительности: «Героика Советского Союза»; 1935, «Зажиточная жизнь колхозников», 1936; «Выступление Игоря в поход против половцев», 1940; «Дворец советов», 1938 и др.

## Галерея

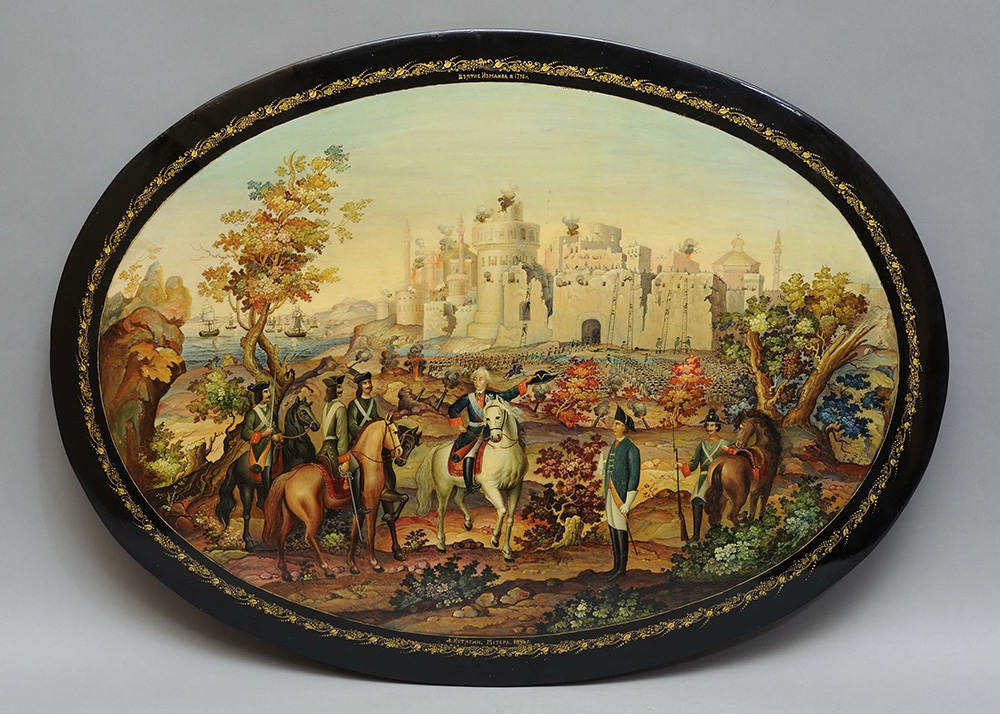
А. Котягин. Взятие Измаила. 1942
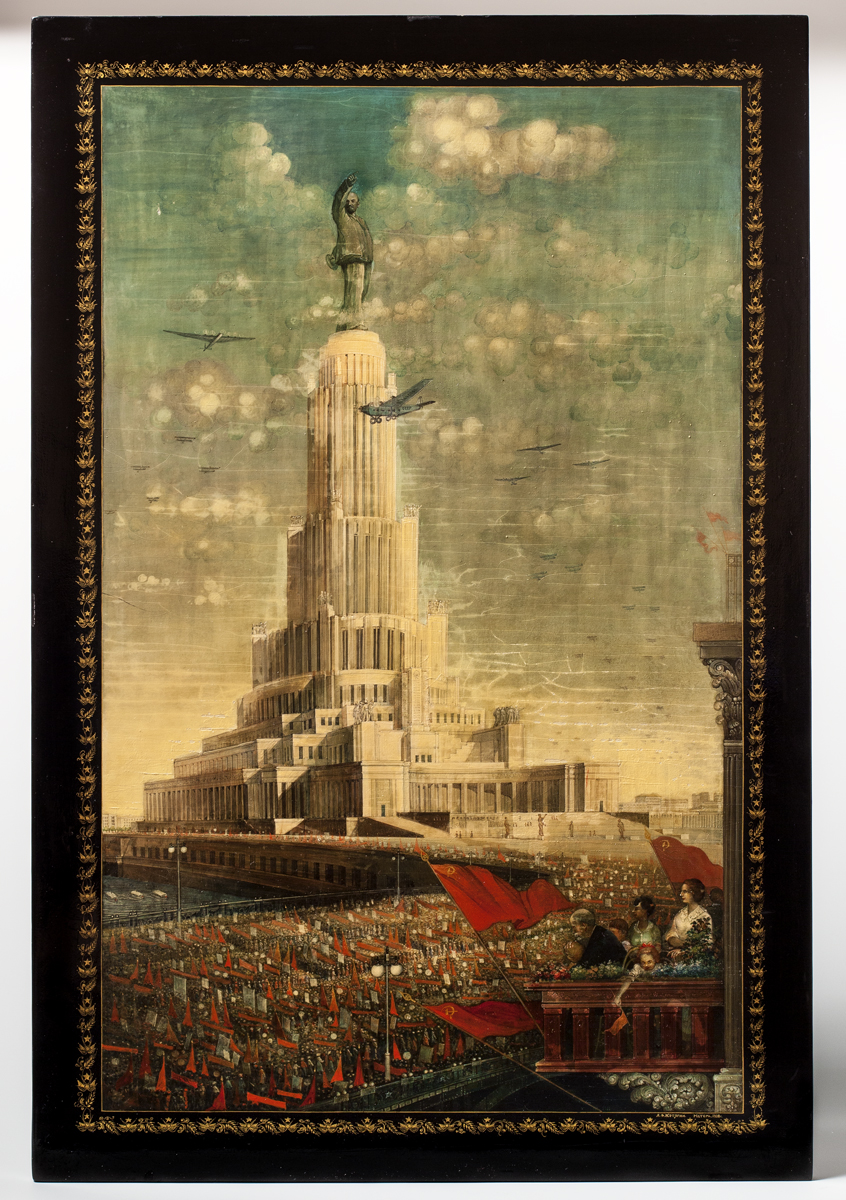
Дворец советов. 1938
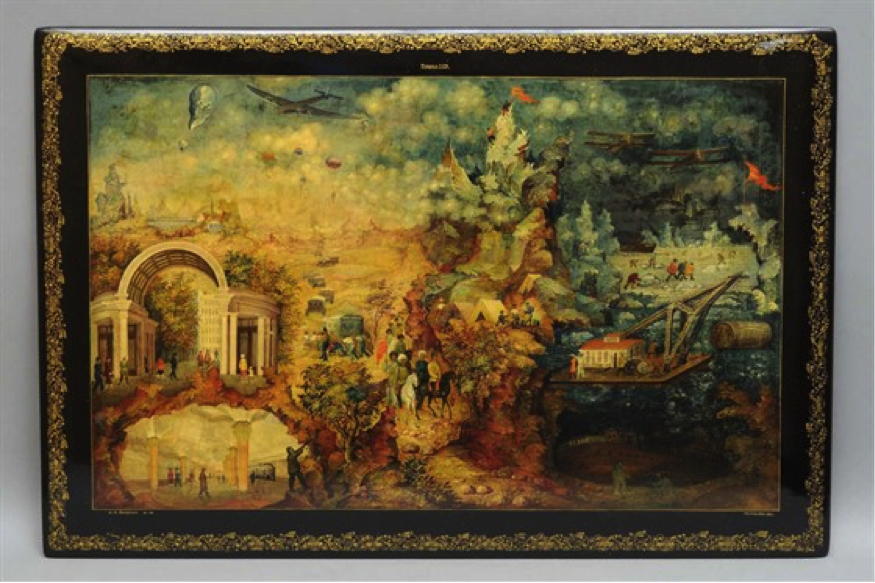
Героика СССР. 1935
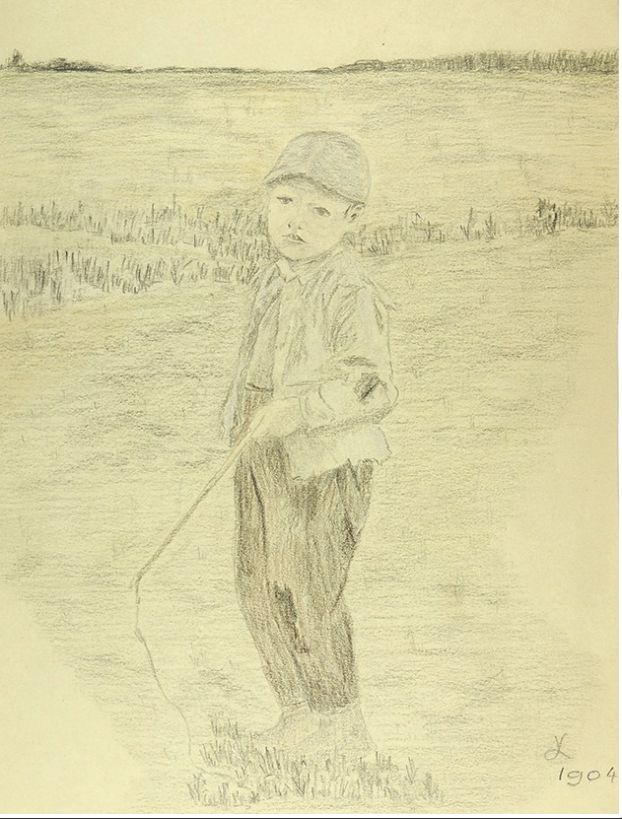
Мальчик. 1904
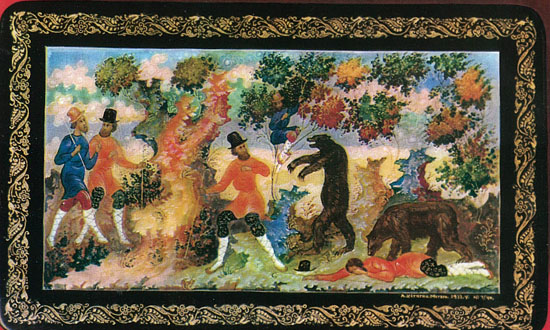
Притча о двух мужиках. 1933